# 華廈大酒店
广州华厦大酒店位于中国广州市海珠广场东侧的侨光路，是一间四星级酒店。
华厦大酒店前身是1956年由广东省华侨投资公司创办的华侨大厦，当时楼高8层，建筑面积1.8万平方米。1957年开业，以接待回国观光、旅游的海外华人及港、澳、东南亚人士为主。1987年12月广东省中国旅行社与新加坡华侨大厦(香港)有限公司合作，投资4500万美元拆除南翼旧楼，兴建39层钻石型的新楼，改为现名。1991年2月建成开业，由澳门中旅(国际)酒店管理有限公司负责管理。建筑面积48731平方米。

## 交通资讯
- 广州地铁  █2号线 █6号线 海珠广场站

23°7′4.10″N 113°15′45.38″E / 23.1178056°N 113.2626056°E